# جهاد المصري
جهاد المصري (1963-2023) هو مؤرخ فلسطيني ولد في رفح، حاصل على بكالوريوس التاريخ من جامعة اليرموك في الأردن عام 1987، وعلى درجة الماجستير في تخصص تاريخ إسلامي من جامعة آل البيت عام 1999 وكان عنوان رسالته" التعليم في بلاد الشام في العهد الأيوبي".
عمل مديراً في مركز التاريخ الشفوي بجامعة القدس المفتوحة في خان يونس والمساعد الأكاديمي والإداري لمدير جامعة القدس المفتوحة في رفح من عام 2003 حتى عام 2022، ثم نال منصب مدير الجامعة فرع خانيونس حتى استشهاده في الحرب الفلسطينية الإسرائيلية.
استشهد هو وزوجته وابنته وحفيده في غارة جوية إسرائيلية في 29 أكتوبر 2023.

## حياته
عمل جهاد سليمان المصري محاضرًا في ليبيا بمعاهد المعلمين والمعلمات في وزارة التربية والتعليم خلال الفترة (1988-1994)، كما عمل مدرساً في عدة مدارس خاصة في الأردن خلال الفترة ( 1994- 1998)، وفي مدارس وكالة الغوث الدولية في الأردن من عام 1998 حتى عام 2000. عاد بعدها إلى غزة ليكون محاضرًا بجامعة الأزهر، والجامعة الإسلامية وجامعة الأقصى في غزة لمدة عام، ثم محاضرًا بجامعة القدس المفتوحة في رفح من عام 2001 إلى 2002.

## أعماله الأدبية
صدر للمصري عدة كتب وأبحاث ودراسات تاريخية منها:
- بحث بعنوان "إشكالية مشاركة النساء الفرنجيات في القتال ضد المسلمين خلال الحملات الصليبية على مصر وبلاد الشام"، عام 2019.
- أنموذج تاريخي لتحقيق منظومة السلم الاجتماعي: السلطان صلاح الدين الأيوبي، عام 2018.
- جدلية حراك السلطة الوطنية الفلسطينية للمطالبة بالاعتذار عن تصريح بلفور في الذكرى المئوية لصدوره، عام 2017.
- رمزية مفاتيح العودة في أدبيات المرأة الفلسطينية اللاجئة وانعكاسها في أعمال المبدعين الفلسطينيين، عام 2011
- ذاكرة المكان لدى المهجرين الفلسطينيين وأثرها في ثقافة حق العودة، عام 2009.
- لتاريخ الشفوي في قطاع غزة: قراءة في الانجازات وتوجه نحو التطلعات، عام 2009.
- مخيم كندا للاجئين الفلسطينيين برفح سيناء 1982- 2000م: دراسة شفوية وثائقية، عام 2002.
- الشهداء يعودون: دراسة شفوية وثائقية لشهداء انتفاضة الأقصى في محافظة خانيونس، عام 2002.